# 謂語
謂語（英語：predicate），也稱受部。有两种定义：
1. 广义：传统语法当中，表示句子中主语以外的部分，与主语呈陈述关系。主语以外的名詞短语也包括在内。
2. 狭义：现代语言学中，表示子句中的动词、形容词部分。名词短语不包括在内。

子句只有一个谓语。只有一个谓语的句子与子句无异，称为单句；有两个谓语或以上的句子则称为复句。

## 定义

### 传统定义
传统语法中的谓语受古希腊命题逻辑（与更现代的一阶谓格逻辑相对）的启发。在古希腊逻辑学当中，三段论术语“谓格”（κατεγορωυμενον）是“主格”（ὑποκείμενον）的对位概念。在三段论当中，由两个前提命题可得一个结论命题，结论命题当中的大词（P）即谓格；谓格被视为主格所具有的表征或属性，逻辑上视之为真。对谓语的这种经典理解或多或少直接被古希腊语和拉丁语的语法所采用，进而进入传统语法。
故传统语法当中，谓语是句子（S）的两个主要部分之一，负责陈述主语的动作和性质、状态，例如主语在做什么，或者主语是什么，主语呈现什么样子，处于什么状态。当动词短语（VP）充当谓语时，宾语、表語也被囊括在内。表语即主语的性质和状态，有些语言的表语必须通过系词连接，如英语。谓语可以由动词短语、名詞短语、形容词短语等充当。
在这种定义下，句子由主语和谓语组成，基本的句子架构就是「主语-谓语成分」。对谓语的这种传统理解在语法的许多短语结构理论中都有具体的体现，如层次分析法，会将句子不断二分，其最上层的就是主謂短語，内含名词短语（NP）和动词短语（VP）。
这种定义基于逻辑语义关系，故与这种谓语对位的「主语」的概念与语用学上的主題较为接近，主题作为谈话的出发点、关注点，也是句中后续内容的陈述对象。

### 现代定义
大多数现代的语法理论，包括生成文法等，当中谓语的概念来自戈特洛布·弗雷格的数理逻辑，这些理论认为谓语决定了论元之间的关系或作用，谓语将论元属性分配给单一论元，或者分配给两个甚至多个论元并使之相互关联。这些论元在X'结构当中往往是补足语（常作宾语）和标定语（常作主语），谓语则是中心语。附加语位于X'结构的扩张架构，不属于论元，往往也可以省略。充当谓语的往往是动词；形容词在语法性质上和动词、名词类似，一些意见认为形容词也可以充当谓语。至于「名词谓语」，则可视其系词为谓语，当系词省略时，谓语则为零形式。在这一定义中，子句由谓语和论元（主语也属于论元）组成，有时也包括附加语，基本的子句架构就是「谓语-论元」。再往上，一个或多个子句都可以组成句子。
若以函数式论，具有不同语法性质（论元属性）的谓语就相当于不同的函数；动词可以支配的论元数目，亦即所谓配价，就是函数可支配变量的数目。故不及物動詞为一价动词（分为非宾格动词和非作格动词），及物動詞为二价或三价动词；形容词一般只用来形容主语的状态，故只有一个变量。这些分类类似于形式语义分析，当中涉及到逻辑量词和逻辑运算符的运算操作。这种定义以中心语谓语为核心，仅关注短语或子句的语法性质，主语和谓语成分的语义关系已在其次，故很难对子句作简单二分。
其它功能词，如助動詞、助詞、介词等，也可视为谓语的一部分，与谓语一同组成複合謂語（predicative matrix）。複合謂語的中心语也不局限于动词，形容词、名词乃至介词也可以充当。複合謂語的功能词部分可以与谓语动词分开（比如疑问词移位），不过有可能被论元或附加语阻断。

## 语言类型学

### 语序
语言类型学上对于语序的考察，主要关注基本语序当中动词短语（VP）的谓语动词（中心语）与主语、宾语的顺序。基本语序共有六种，其中以SOV和SVO语序最为常见。依据動詞短语的中心语参数（head parameter），还可进一步分为中心语前置型（head-initial）和中心语后置型（head-final）。SVO语序的语言就属于中心语前置型，如汉语、英语等；SOV语序的语言则属于中心语后置型，如日语、韩语、土耳其语等。与谓语动词有关的语序还包括状中短语和述补短语（VP，V+AdvP v.v.）的语序，即动词短语当中动词与副词的前后之分。

### 二元谓语等级
二元谓语等级是二价及物動詞（动2）及形容词的及物性等级，大致呈以下倾斜：
直接影响（变化 > 不变化）> 知觉 > 追求 > 知识 > 感情 > 关系 > 能力
这一等级可以体现在谓语的各个方面。在语义上，等级越高，及物性越强，对受事论元的影响力就越大。在句法上，等级越高在主动语态中就越容易呈「主格-宾格」的格构造（作通格語言则是「作格-通格」），换成被動語態（作通格语言则是反被動語態）也更容易；反之，主动句中与格（斜格）等其他的格乃至零格（非显在格）的出现频率就会越高（作通格语言在「能力」一层几乎不能取格），换成被动语态或反被动语态也更为困难。在词类上，「直接影响」一层全部为动词，但到了「能力」一层，则形容词居多。
在俄语里面还有一种比较独特的等级特征：等级越高，动词体貌的无标形态倾向表示完成体；反之，倾向表示非完成体。所以等级高的及物动词需要表示非完成体，或者等级低的及物动词需要表示完成体的时候，就需要额外添加词缀。